# Coutoubea ramosa
Coutoubea ramosa är en gentianaväxtart som beskrevs av Jean Baptiste Christophe Fusée Aublet. Coutoubea ramosa ingår i släktet Coutoubea och familjen gentianaväxter. Utöver nominatformen finns också underarten C. r. racemosa.